# Ізмайлов Валерій Рюрикович
Валерій Рюрикович Ізмайлов (рос. Валерий Рюрикович Измайлов; нар. 19 липня 1970) — радянський та російський футболіст, захисник.

## Життєпис
В останньому сезоні першості СРСР виступав у другій нижчій лізі за «Динамо» (Гагра) та «Шахтар» (Шахти).
Після розпаду СРСР перейшов до речицького «Ведрича», у складі якого зіграв 5 матчів у вищій лізі Білорусі. У сезоні 1992/93 років грав у першій лізі України за сєвєроодонецький «Хімік». Потім повернувся до Росії та грав за аматорські клуби Ростова-на-Дону у змаганнях з футболу та міні-футболу.
У 2010-ті роки працював дитячим тренером у ростовському клубі «Зірка».